# Richard Allen Anderson
Richard Allen Anderson, ameriški marinec, * 16. april 1948, Washington, D.C., † 24. avgust 1969, Vietnam.

## Življenjepis
Rodil se je v Washingtonu, D.C.ju, nakar se je družina preselila v Houston (Teksas), kjer je končal osnovno in srednjo šolo.
8. aprila 1968 se je po prijateljskem sistemu skupaj s prijateljem Thomasom Adamsom vpisal v Korpus mornariške pehote Združenih držav Amerike.
Po končanju osnovnega urjenja v 2. rekrutnem trenažnem bataljonu, MCB San Diego (Kalifornija). Nadaljevalno bojno usposabljanje je prejel v 1. bataljonu 2. pehotnega trenažnega polka, MCB Camp Pendleton (Kalifornija); nato se je vrnil v San Diego, kjer je nadaljeval šolanje na Pomorski šoli.
Oktobra 1968 je končal šolanje in bil poslan na Daljni vzhod, kjer je bil dodeljen Podenoti št. 1, Provizionalni službeni bataljon 9. marinske amfibicijske brigade.
Novembra 1968 je bil premeščen v 3. marinski diviziji v Vietnam, kjer je sprva služil kot strelec v četi D 1. bataljona 4. marinskega polka. Januarja 1969 je postal izvidnik, nato pa pomočnik poveljnika ognjene ekipe pri četi E, 3. izvidniškega bataljona.
24. avgusta 1969 je bil smrtno ranjen med bojem približno 12 milj severnozahodno od Vandergrift Combat Base v provinci Quang Tri.
Za svoje zasluge je bil posmrtno odlikovanj z medaljo časti.

## Napredovanja
- 1. julij 1968 - poddesetnik
- 1. junij 1969 - Lance Corporal

## Odlikovanja
- medalja časti
- škrlatno srce
- Combat Action Ribbon
- National Defense Service Medal,
- Vietnam Service Medal z eno bronasto zvezdo
- Republic of Vietnam Campaign Medal